# Esquivias (kommunhuvudort)
Esquivias är en kommunhuvudort i Spanien.   Den ligger i provinsen Toledo och regionen Kastilien-La Mancha, i den centrala delen av landet, 40 km söder om huvudstaden Madrid. Esquivias ligger 614 meter över havet och antalet invånare är 4 634.
Terrängen runt Esquivias är platt. Runt Esquivias är det ganska glesbefolkat, med 38 invånare per kvadratkilometer. Närmaste större samhälle är Parla, 14,6 km norr om Esquivias. Trakten runt Esquivias består till största delen av jordbruksmark.